# Орден Ідриса I
Орден Ідриса I — державна нагорода Лівії, започаткована королем Ідрисом I 1947 року.
Первинно орден мав два ступені: Велика стрічка — для нагородження монархів і голів держав та Гранд-командор — для нагородження членів королівських родин. Нині орден існує як династична нагорода.